# Orbiting Geophysical Observatory

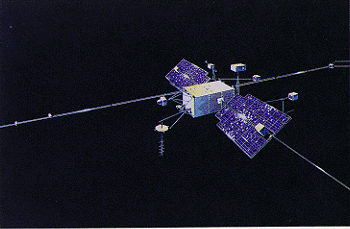
Wizja artystyczna satelity OGO-1

Program OGO (Orbiting Geophysical Observatories) – program kosmiczny amerykańskiej agencji NASA, którego celem było przeprowadzenie kompleksowych badań procesów słonecznych w powiązaniu z fizycznymi zjawiskami w przestrzeni międzyplanetarnej, jonosferze i w wysokich warstwach atmosfery.
W roku 1964 rozpoczął się Międzynarodowy Rok Spokojnego Słońca – ogólnoświatowe przedsięwzięcie naukowe, będące odpowiednikiem Międzynarodowego Roku Geofizycznego 1957-1958. W okresie tym przypadało minimum aktywności Słońca, wynikające z 11-letniego cyklu aktywności. W związku z tym w latach 1964-1966 wysłano sześć sztucznych satelitów OGO.  
Prowadzono badania wiatru słonecznego, promieniowania rentgenowskiego Słońca, pola magnetycznego Ziemi, ilości i wielkości meteorytów, badanie pasów Van Allena. Dzięki uproszczeniu konstrukcji i wyposażenia satelity OGO zastąpiły poprzednio wykorzystywane satelity Explorer.
Za pomocą systemu sterowania można było prowadzić na pokładzie 254 operacje. Satelity wyposażone były w system gromadzenia i przekazywania danych naukowych na Ziemię.

## Lista misji[2]
1. OGO 1 – indeks COSPAR 1964-54A, wystrzelony 5 września 1964 roku o godz. 01:23 GMT za pomocą rakiety Atlas Agena B na orbitę o parametrach: 21 446/127 394 km.
2. OGO 2 – indeks COSPAR 1965-81A, wystrzelony 14 października 1965 roku na orbitę o parametrach: 414/1510 km. Po upływie jednego dnia nastąpiły zaburzenia w systemie stabilizacji.
3. OGO 3 – indeks COSPAR 1966-49A, wystrzelony 7 czerwca 1966 roku na wydłużoną orbitę o parametrach: 273/121 137 km
4. OGO 4 – indeks COSPAR 1967-73A, wystrzelony 28 lipca 1967 roku na orbitę o parametrach: 412/908 km i kącie nachylenia 86°.
5. OGO 5 – indeks COSPAR 1968-14A, wystrzelony 4 marca 1968 roku o masie 612 kg na wydłużoną orbitę eliptyczną: 282/146 868 km.
6. OGO 6 – indeks COSPAR 1969-51A, wystrzelony 5 czerwca 1969 roku na orbitę zbliżoną do biegunowej o parametrach: 396/1098 km. Służył do badania wpływu promieniowania Słońca na atmosferę i pole magnetyczne Ziemi.